# Brómsav
A brómsav halogén oxosav, képlete HBrO3. Szerkezete trigonális piramis. Csak vizes oldatban létezik, mely színtelen oldat, de állás során – a keletkező bróm miatt – megsárgul. A brómsav és sói, a bromátok erős oxidálószerek, a Belouszov–Zsabotyinszkij-reakció egyik reaktánsa. A Belouszov–Zsabotyinszkij-reakció a nem egyensúlyi termodinamika egyik klasszikus példája.
Alacsony koncentrációban teljesen disszociál. 50%-os koncentráció felett bomlik:
{\displaystyle \mathrm {4\ HBrO_{3}\longrightarrow 2\ Br_{2}+5\ O_{2}+2\ H_{2}O} }

## Szerkezete
A brómsavnak több különböző izomerje van. A számított kötéshosszak a következő elméleteken alapulnak: G2MP2, CCSD(T) és QCISD(T).
|                                  | HOOOBr | HOOBrO | HOBrO2 | HBrO3 |
| -------------------------------- | ------ | ------ | ------ | ----- |
| hídhelyzetű Br−O kötéshossz (pm) | 186,7  | 191,9  | 184,4  | ----- |
| terminális Br−O kötéshossz (pm)  | -----  | 163,5  | 159,8  | 158,6 |

A különböző szerkezetek közötti nagy energiagát miatt az izomerek nem tudnak egymásba átalakulni. A legstabilabb izomer az HOBrO2.

## Előállítása
A brómsavat bárium-bromát és kénsav reakciójával lehet előállítani:
Ba(BrO3)2 + H2SO4 → HBrO3 + BaSO4
A bárium-szulfát vízben oldhatatlan, így csapadékként kiválik, a vizes brómsav dekantálással választható el.

## Fordítás
- Ez a szócikk részben vagy egészben  a   Bromic acid című angol Wikipédia-szócikk ezen változatának fordításán alapul.  Az eredeti cikk szerkesztőit annak laptörténete sorolja fel. Ez a jelzés csupán a megfogalmazás eredetét és a szerzői jogokat jelzi, nem szolgál a cikkben szereplő információk forrásmegjelöléseként.
- Ez a szócikk részben vagy egészben  a   Bromsäure című német Wikipédia-szócikk ezen változatának fordításán alapul.  Az eredeti cikk szerkesztőit annak laptörténete sorolja fel. Ez a jelzés csupán a megfogalmazás eredetét és a szerzői jogokat jelzi, nem szolgál a cikkben szereplő információk forrásmegjelöléseként.